# Trebbinchen
Trebbinchen (niedersorbisch Trjebink) ist ein Gemeindeteil von Bornsdorf, einem Ortsteil der Gemeinde Heideblick im Landkreis Dahme-Spreewald in Brandenburg. Bis zum 31. Dezember 1997 war Trebbinchen Ortsteil von Bornsdorf und anschließend bis zum 31. Dezember 2001 Ortsteil der Gemeinde Berstequell und wurde vom Amt Heideblick verwaltet.

## Lage
Der Ort liegt in der Niederlausitz, etwa zehn Kilometer südlich der Stadt Luckau und 18 Kilometer nördlich der Stadt Finsterwalde, im Naturpark Niederlausitzer Landrücken. Umliegende Ortschaften sind Bornsdorf im Norden, Beesdau im Nordosten, der Luckauer Ortsteil Bergen im Osten, der zur Gemeinde Crinitz im Landkreis Elbe-Elster gehörende Ortsteil Gahro im Südosten, Weißack im Süden, Wehnsdorf im Südwesten sowie Walddrehna im Westen.
Trebbinchen liegt etwa zwei Kilometer östlich der Bundesstraße 96 nach Luckau und Finsterwalde. Südöstlich des Dorfes befindet sich die Quelle der Berste.

## Geschichte
Trebbinchen wurde erstmals 1489 urkundlich erwähnt. Damals lautete der Ortsname Trebinichen, dieser stammt aus dem Sorbischen und leitet sich entweder von dem Personennamen Treba ab oder bezeichnet eine durch Rodung entstandene Siedlung (vgl. trjebiś, „roden“). Die Endung -inchen weist auf die geringe Siedlungsfläche hin. Laut der Topographisch-statistischen Übersicht des Regierungsbezirks Frankfurt gab es 1844 in Trebbinchen elf Wohngebäude, in denen 69 Menschen lebten. Das Dorf war nach Bornsdorf eingepfarrt.
Als Ergebnis des Wiener Kongresses im Jahr 1815 kam die gesamte Niederlausitz an das Königreich Preußen. Dort lag die Gemeinde Trebbinchen im Landkreis Luckau im Regierungsbezirk Frankfurt. Am 1. Januar 1926 wurde Trebbinchen nach Bornsdorf eingemeindet. Bei der Kreisneubildung in der DDR am 25. Juli 1952 kam das Dorf zum Kreis Luckau im Bezirk Cottbus. Nach der Wende lag Trebbinchen zunächst im brandenburgischen Landkreis Luckau, nach der Kreisreform im Dezember 1993 kam das Dorf zum Landkreis Dahme-Spreewald. Am 31. Dezember 1997 wurden Bornsdorf und sein Ortsteil Trebbinchen mit der Gemeinde Weißack zur neuen Gemeinde Berstequell zusammengeschlossen. Diese wurde im Dezember 2001 aufgelöst und ihre Ortsteile wurden in die Gemeinde Heideblick eingemeindet. Trebbinchen wurde daraufhin von einem Orts- zu einem Gemeindeteil herabgestuft.

## Einwohnerentwicklung
| 1875 | 57 | 1910 | 60 |
| 1890 | 71 | 1925 | 71 |